# Plac Wojska Polskiego w Bielsku-Białej
Plac Wojska Polskiego – plac w śródmieściu Bielska-Białej (w administracyjnej dzielnicy Biała Wschód), jeden z dwóch (obok placu Wolności) rynków dawnego miasta Biała. Został wytyczony w 1723 w momencie nadania Białej praw miejskich. Zabudowa placu jest bardzo zróżnicowana: począwszy od kamienic z połowy XIX wieku przez budynki secesyjne (kamienica Pod Żabami) po Spółdzielczy Dom Handlowy „Klimczok” otwarty w 1988.

## Układ i płyta
Plac jest zbliżony kształtem do prostokąta o długości około 100 m na osi północ-południe i około 80 m na osi wschód-zachód. Jego powierzchnia wynosi około 7700 m². Od południa ograniczony jest ulicą 11 Listopada – głównym deptakiem miasta. Wpada ona w narożnik południowo-zachodni i wybiega z narożnika południowo-wschodniego. Pierzeję południową, według numeracji budynków przyporządkowaną do ulicy 11 Listopada, przecina wlot ulicy Ratuszowej. Z narożnika północno-wschodniego wybiega ulica Targowa, a z północno-zachodniego ulica Łukowa. Pierzeję północną – zachowaną tylko częściowo – przecina ulica Cyniarska.
W latach 2021–2023 przeprowadzona została gruntowna przebudowa placu, w ramach której niemal w całości (z wyjątkiem jezdni wzdłuż pierzei północnej) został on przekształcony w strefę pieszą. Wykonano nasadzenia drzew wzdłuż zachodniej i wschodniej pierzei, a w południowej części placu ustawiono fontannę ozdobioną dwiema brązowymi figurami żab nawiązującymi do dekoracji kamienicy Pod Żabami. Elementami uatrakcyjniającymi płytę placu są również fortepian plenerowy przymontowany na stałe w północnej części placu, a także pomniki postaci z serialu Porwanie Baltazara Gąbki (Smok Wawelski, Bartolini Bartłomiej herbu Zielona Pietruszka oraz szpieg  Don Pedro de Pommidore z mypingiem) umiejscowione przy wylocie ulic Ratuszowej. W nawierzchnię wmontowane są tablice upamiętniające lokalizacje dawnego ratusza oraz wagi miejskiej, a także postać Jana Smeterlina.

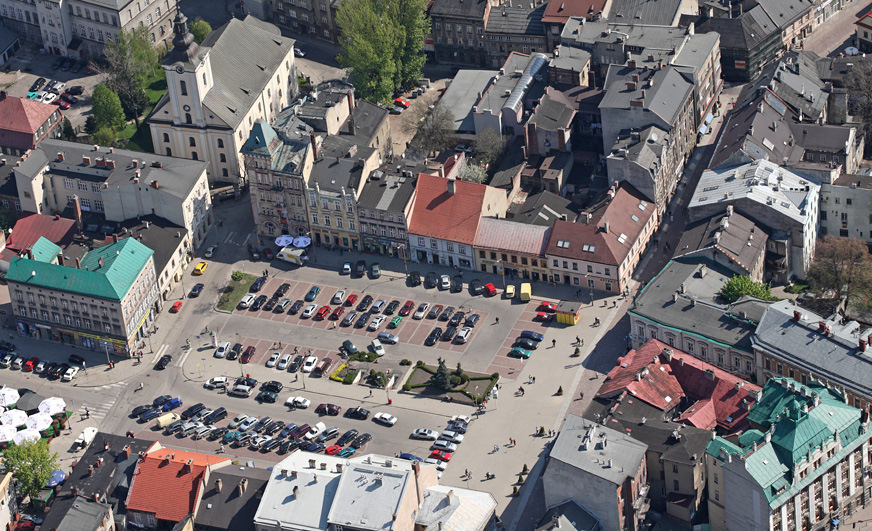
Widok z lotu ptaka przed przebudową (2009)
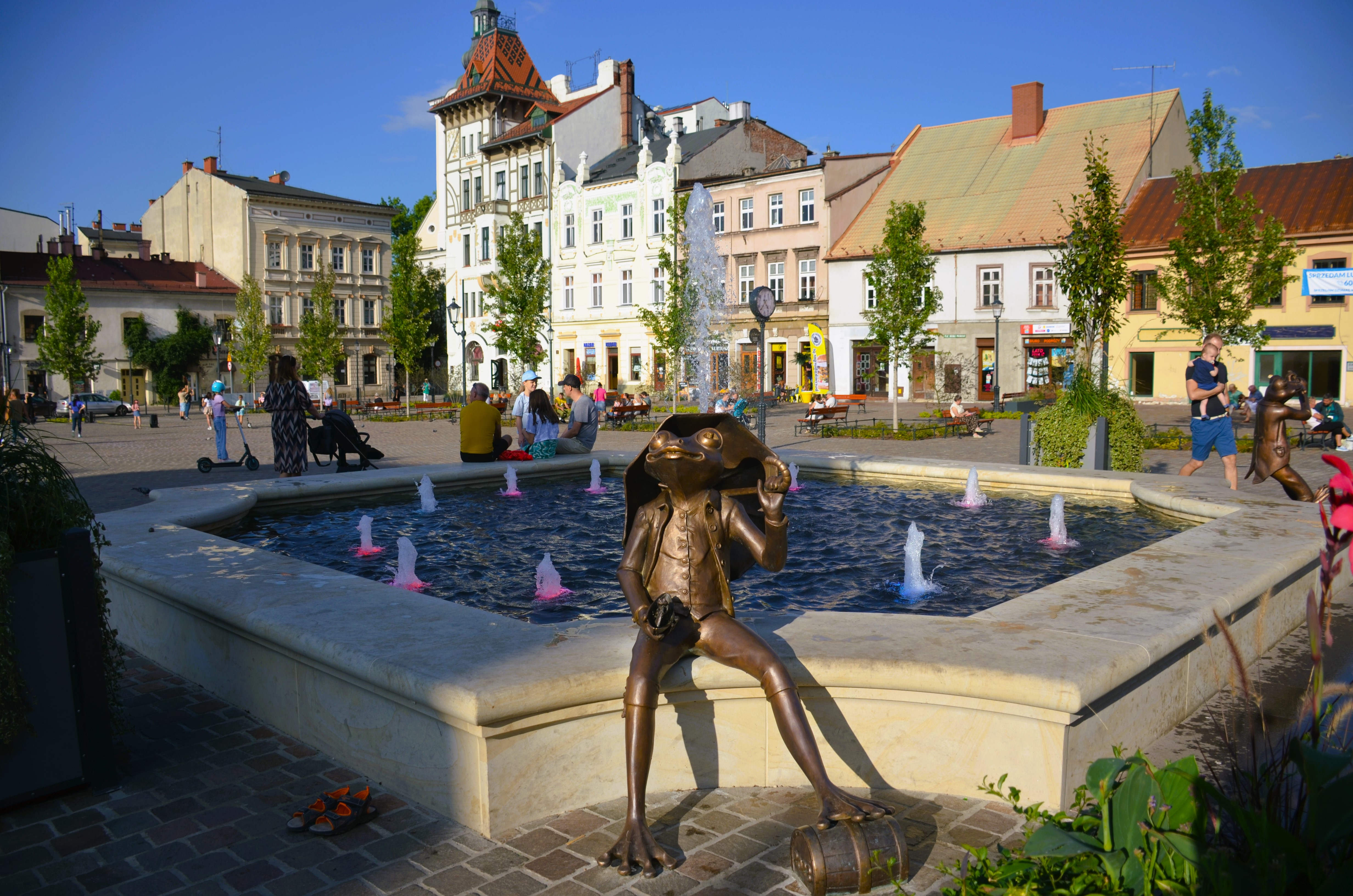
Fontanna z żabami
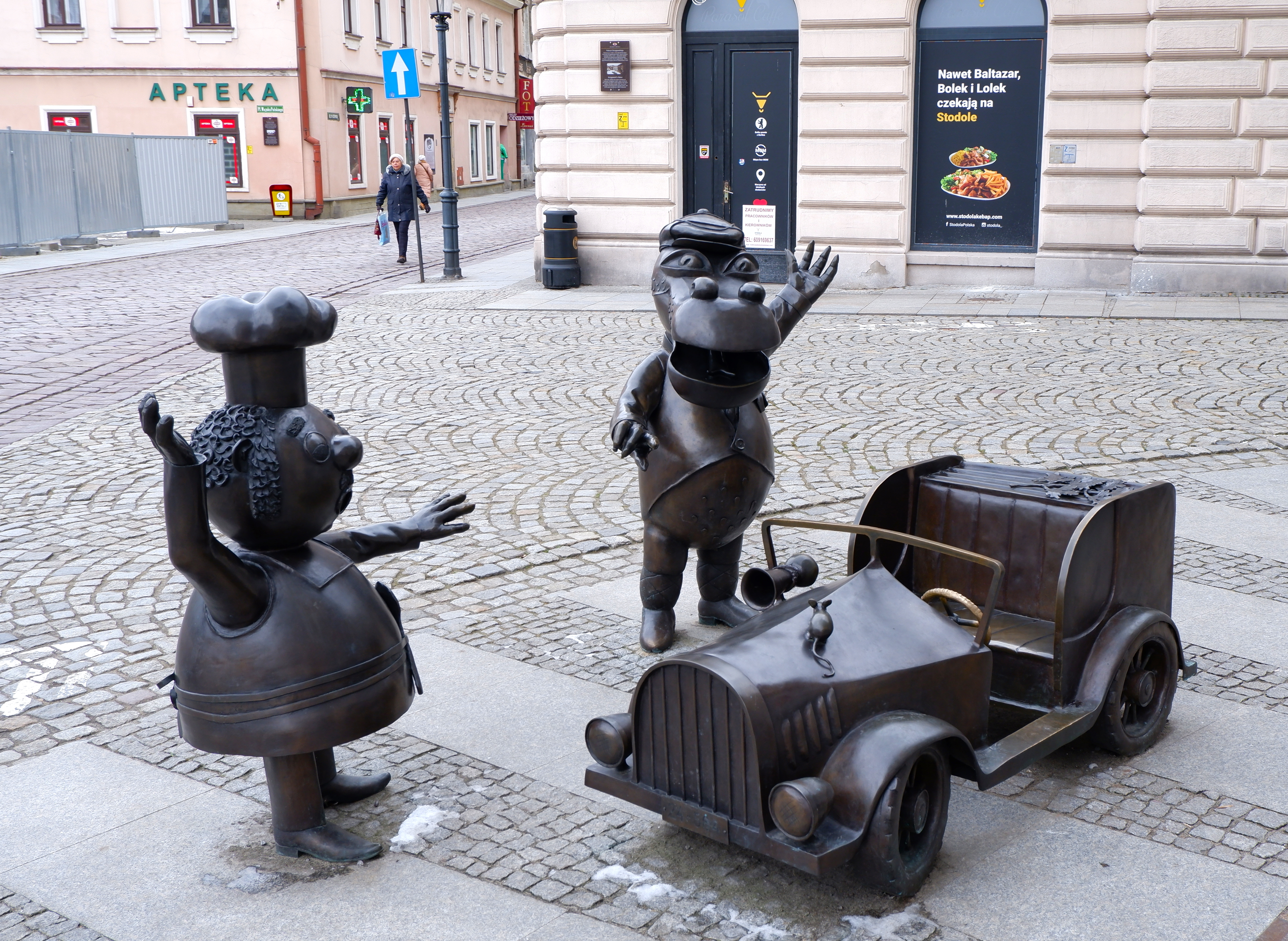
Pomnik Smoka Wawelskiego i Bartoliniego Bartłomieja

## Historia

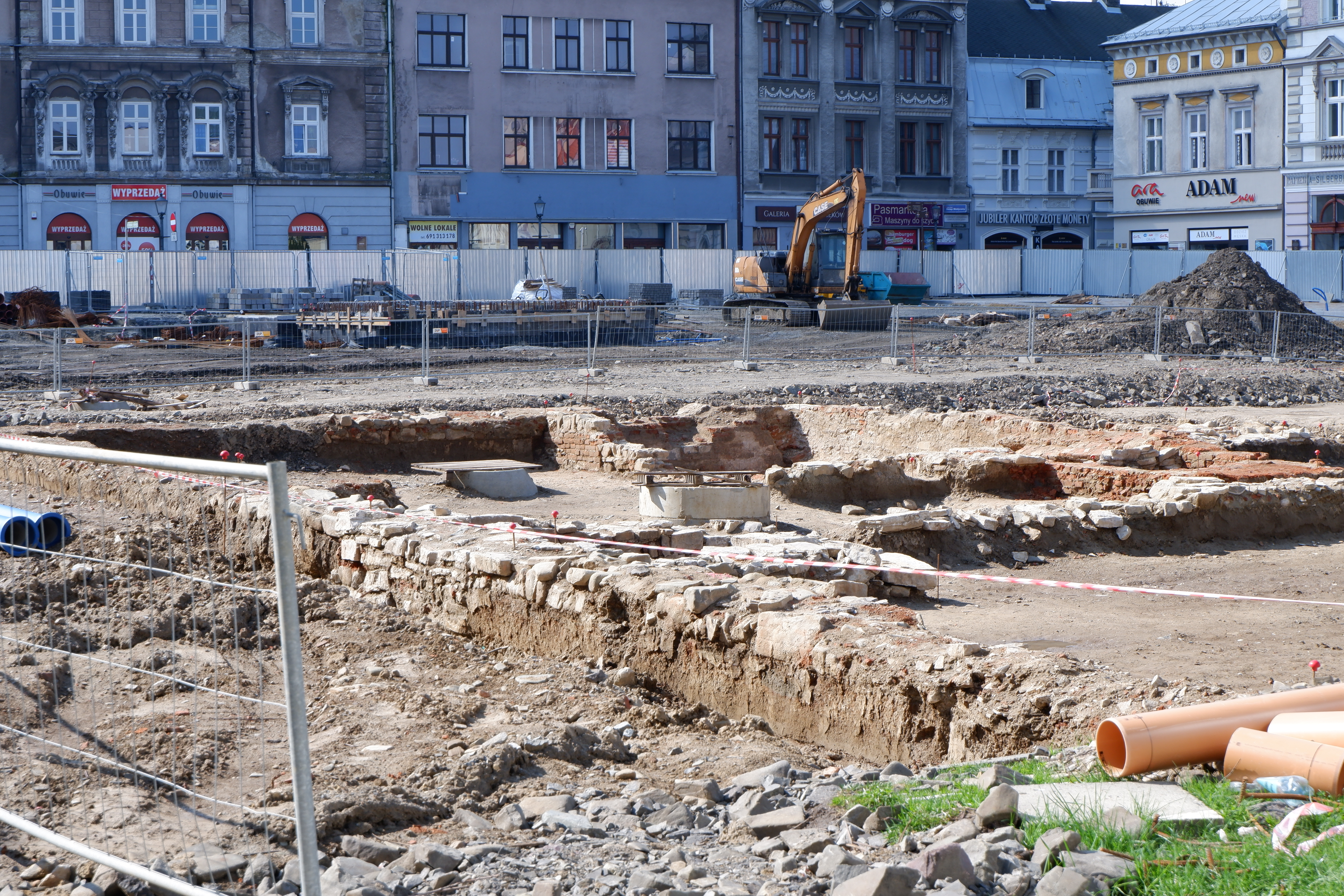
Relikty archeologiczne dawnej gospody odsłonięte podczas przebudowy placu w 2022

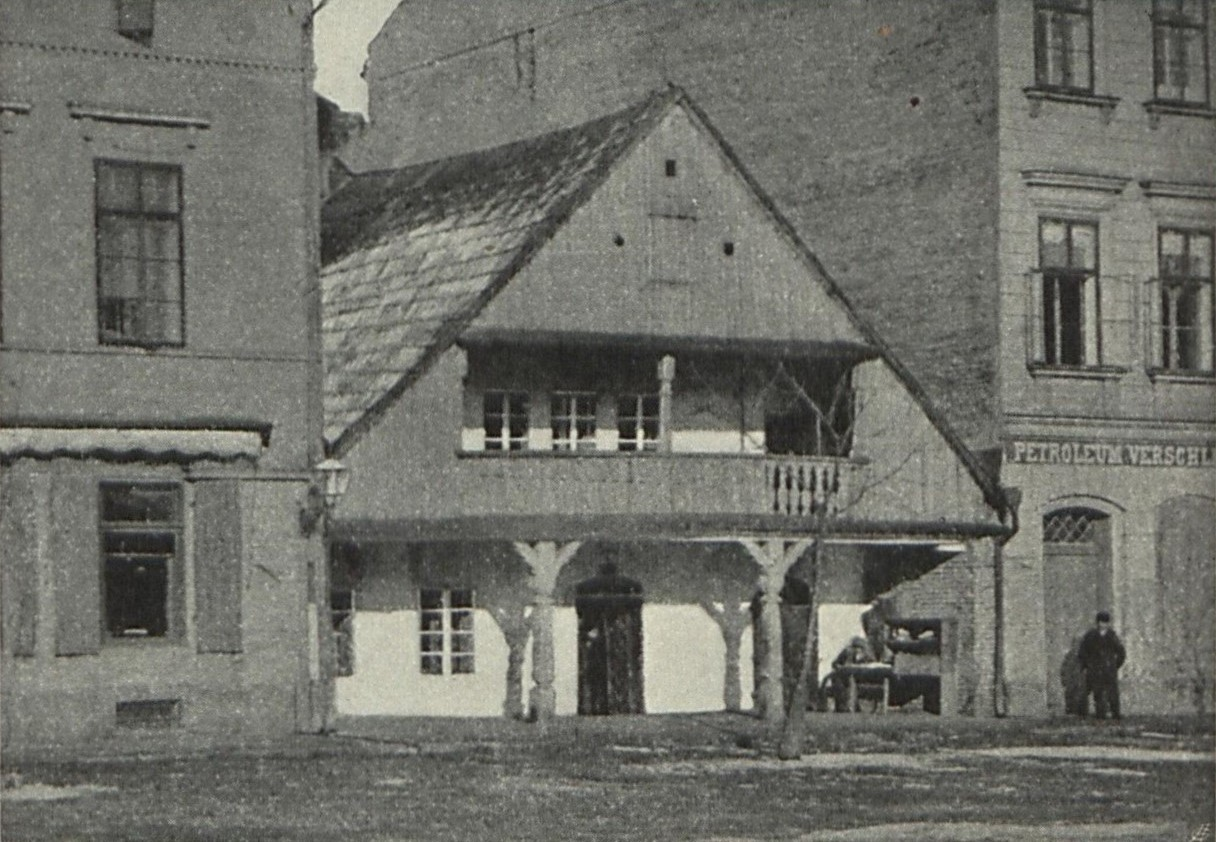
Ostatni XVIII-wieczny dom drewniany przy placu wyburzony około 1895

Plac powstał w 1723 jako rynek nowo lokowanego miasta Biała w miejscu istniejącego już wcześniej wiejskiego targowiska z karczmą, której pomieszczenia służyły również za prowizoryczny ratusz, zanim w 1750 wzniesioną nową siedzibę magistratu na rogu dzisiejszej ulicy Ratuszowej. Do gospody przylegał obiekt mieszczący wagę miejską. Parcele budowlane zapełniały się domami bardzo wolno. Przekazy mówią, że jeszcze pod koniec stulecia istniały wokół rynku puste działki. Zabudowa była początkowo wyłącznie drewniana. Świadectwem tego, jak mogła wyglądać, jest fotografia wykonana około 1895 na krótko przed rozbiórką ostatniego XVIII-wiecznego budynku rynkowego pod numerem 5 (obecnie plac Wojska Polskiego 2): widać na nim drewniany dwukondygnacyjny dom podcieniowy z galerią na wysokości  pierwszego piętra i dachem dwuspadowym, zwrócony szczytem w stronę placu. Pierwsza murowana kamienica w narożniku południowo-wschodnim w 1766. 
Zasadniczym przekształceniom uległo otoczenie placu w latach 80. XVIII wieku, kiedy w ramach budowy tzw. traktu środkowogalicyjskiego (szosy cesarskiej) przebito dzisiejszą ulicę 11 Listopada, wokół której powstał szereg nowych murowanych budynków. Wytyczono również nowy plac rynkowy (dzisiejszy plac Wolności), wskutego czego dotychczasowy zyskał miano Alter Ring (Stary Rynek). W latach 1792–1798 wzniesiono w narożniku północno-wschodnim kościół ewangelicki (wcześniej już od XVII wieku w tym miejscu znajdował się cmentarz ewangelicki, a od 1781 prowizoryczna świątynia drewniana). W południowo-zachodniej części placu zbudowana została z kolei nowa waga miejska. Stara i nowa waga, jak też budynek gospody pojawiają się jako obiekty przeznaczone do wyburzenia na planie sytuacyjnym z 1825. Dokładna data ich rozbiórki nie jest znana, ale nastąpiło to zapewne w pierwszej połowie XIX wieku. W latach 1825–1827 zastąpiono stary drewniany ratusz nowym klasycystycznym gmachem w tej samej lokalizacji na rogu ulicy Ratuszowej, nadbudowanym o drugie piętro według projektu Emanuela Rosta seniora w latach 1868–1871 w związku z umieszczeniem w nim również biur starostwa i sądu powiatowego.

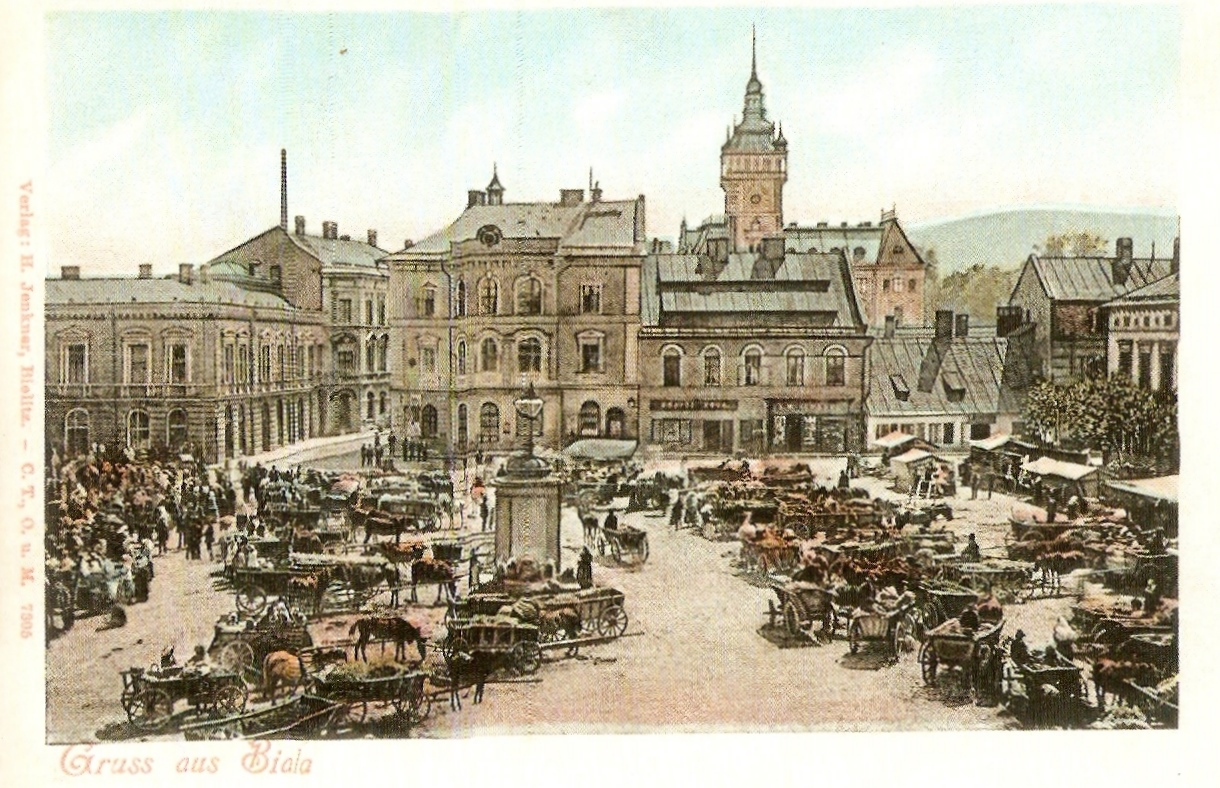
Południowa pierzeja placu około 1900 – brak jeszcze kamienic Juliusa Korna i Racheli Mehl

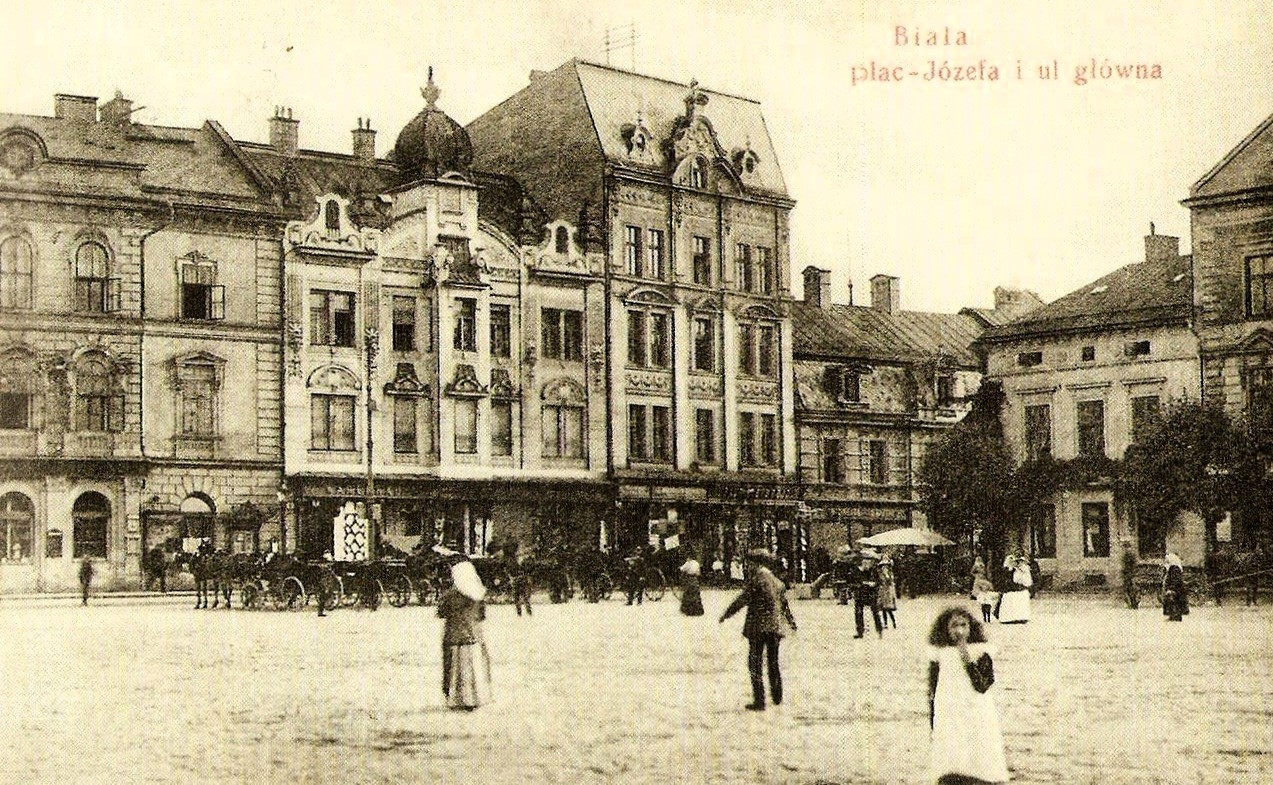
Południowa pierzeja placu około 1900 z kamienicami Juliusa Korna i Racheli Mehl

W XIX wieku plac pełnił funkcje targowe. Zgodnie z cesarskim przywilejem handlowym z 1824 handel odbywał się w czwartek i w sobotę, a ponadto cztery razy do roku organizowano trzydniowe jarmarki. W drugiej połowie XIX wieku organizowano również cztery, a od 1880 sześć razy do roku targi końskie. W 1865 uruchomione oświetlenie gazowe placu, zastąpione przez elektryczne w 1903. Około 1890 na środku rynku pojawiła się żeliwna kolumna z latarnią i pompą wodną, w tym samym okresie podjęto się budowy kanalizacji. Zabudowa placu ulegała stopniowym przekształceniom. Powstawały coraz okazalsze obiekty, m.in. kamienica von Pongratzów, do której na początku lat 70. XIX wieku przeniosło się starostwo powiatowe (1865), pałacyk Franciszka Strzygowskiego na drugim rogu ulicy Ratuszowej (1880), kamienica Juliusa Korna pod nr 2 (1902), kamienica Racheli Mehl pod nr 3 (1903) czy secesyjna kamienica Pod Żabami mieszcząca winiarnię Rudolfa Nahowskiego (1903). W 1897 siedzibę magistratu przeniesiono do nowego gmachu w innej lokalizacji, budynek przy placu Józefa służył odtąd tylko jako siedziba sądu.
W 1890 zmieniono nazwę Starego Rynku na Josefsplatz (Plac Józefa) na cześć cesarza Józefa II. W 1914 przyjęto uchwałę o przemianowaniu rynku na Kaiser-Franz-Josef-Platz (plac Cesarza Franciszka Józefa), nie ma jednak dokumentów potwierdzających, że do zmian adresowych realnie doszło. Po włączeniu Białej do Polski w 1918 przyjęto oficjalną nazwę Rynek, która obowiązywała do 1951, gdy połączenie Bielska i Białej w jedno miasto wymusiło zastąpienie dublujących się nazw, co zaowocowało przemianowaniem na plac Wojska Polskiego. Wyjątkiem był okres 1939–1945, gdy administracja niemiecka dokonała zmiany na Schillerplatz (plac Schillera).
Na przełomie lat 20. i 30. XX wieku uruchomiono na placu stację benzynową, a także zbudowano w miejscu kolumny z pompą wodną szalety publiczne. W lutym 1945 po wkroczeniu Armii Czerwonej do miasta podpalona została kamienica Juliusa Korna oraz kamienica nr 9 w pierzei północnej placu. Obie zostały odbudowane w uproszczonej formie bez pierwotnej ornamentyki, szczególnie bogatej w przypadku kamienicy Korna. Lata 50. XX wieku przyniosły koniec handlu targowego na rynku (przeniesiono go na nowe targowisko w rejonie ulicy Żywieckiej), jakkolwiek po kilku latach pojawiły się na nowo w krajobrazie liczne kioski warzywne. W latach 1960–1963 dokonano gruntownej przebudowy placu. Przez środek poprowadzono przelotową jezdnię, a po wschodniej i zachodniej stronie wybudowano parkingi. Od 22 lipca 1963 przez plac kursowały autobusy komunikacji miejskiej (linia C, późniejsza „trójka”).

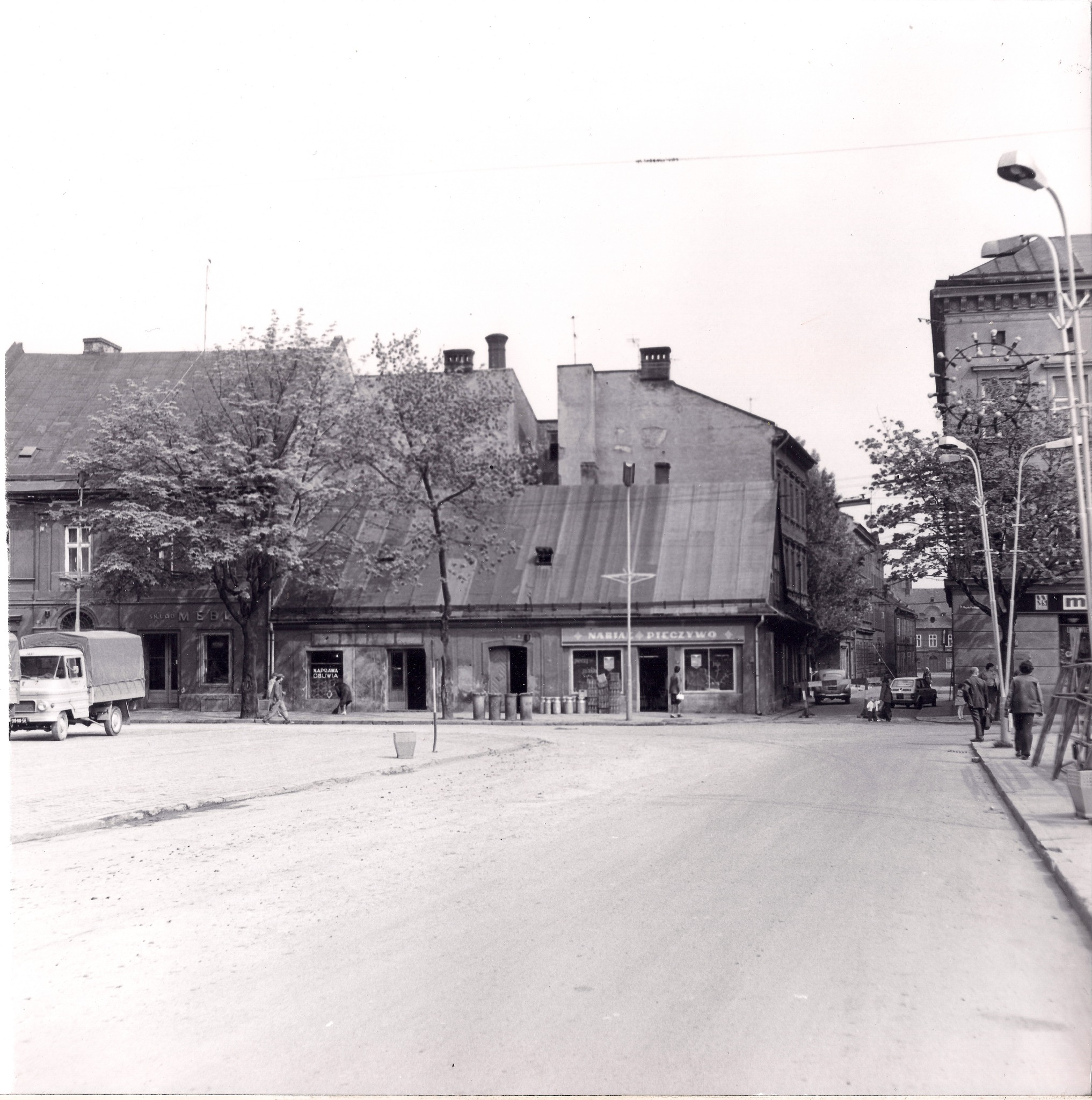
Wylot ulicy Cyniarskiej w latach 70. XX wieku, widoczne zabudowania rozebrane w związku z budową domu handlowego

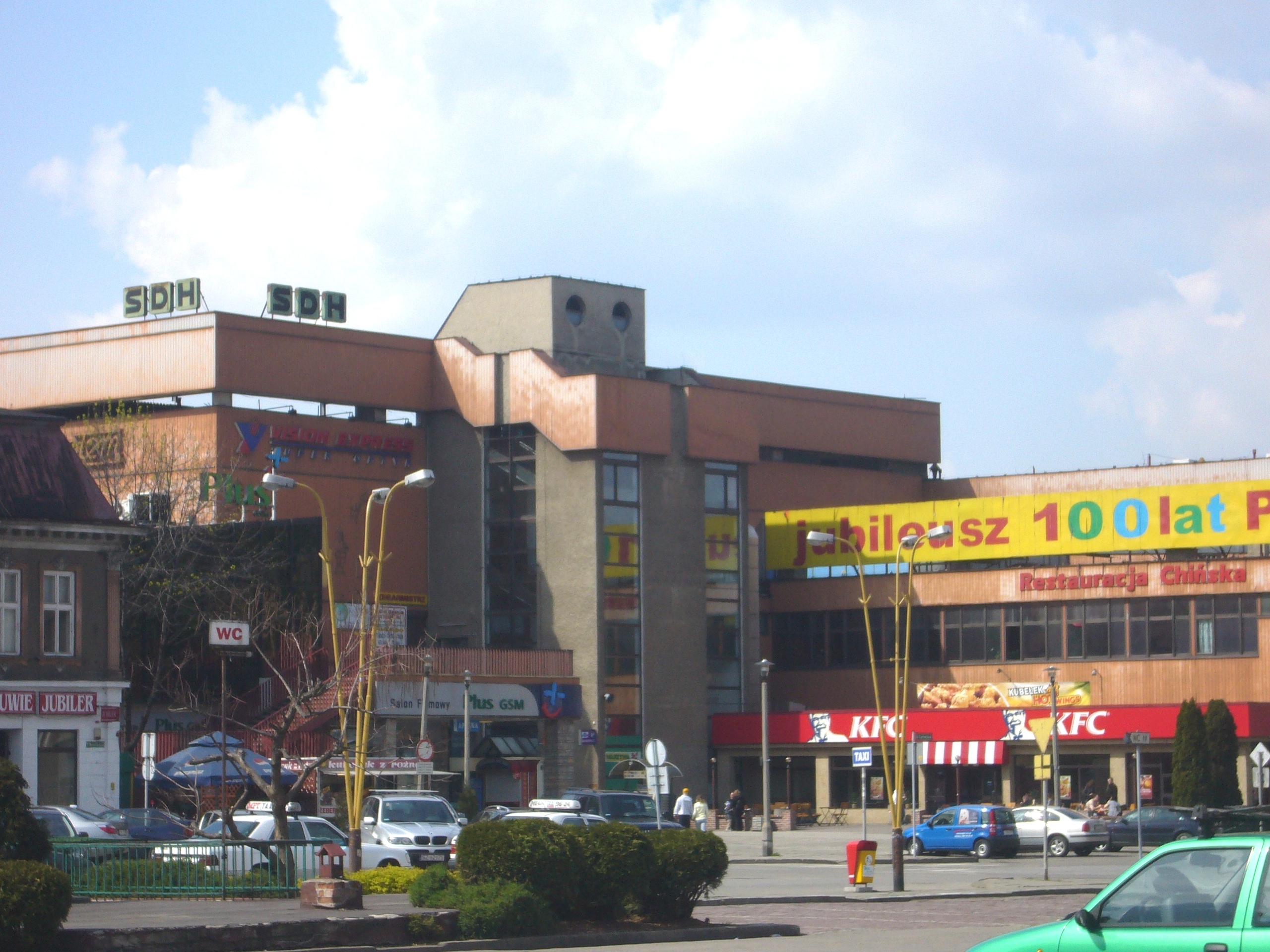
Widok z placu na SDH „Klimczok” (2008)

W marcu 1976 zamknięto dla ruchu kołowego część ulicy 11 Listopada, jednak sam plac zachował swój dotychczasowy kształt z jezdnią przez środek aż do roku 1988. Wtedy zaślepiono chodnikiem połączenie z ulicami 11 Listopada i Ratuszową, pozostawiając wjazd na parkingi tylko od strony ulicy Cyniarskiej i Targowej. Wiązało się to z usunięciem ruchu autobusowego z placu. W 1988 dokonano również wyburzeń w narożniku północno-zachodnim (stały tam kamienice o skromnych cechach klasycystycznych – jedna parterowa i jedna jednopiętrowa), aby odsłonić plac na budowany w tym czasie Spółdzielczy Dom Handlowy „Klimczok”. Transformacja ustrojowa przyczyniła się do ponownego rozkwitu handlu na płycie placu, który uzyskał nieformalne miano „szaberplacu”. W czerwcu 1990 uregulowano tę działalność wyznaczając 36 stałych stanowisk targowych, które działały do 1992, gdy zostały przeniesione do hali w dawnych zakładach Finex przy ulicy Mostowej. 

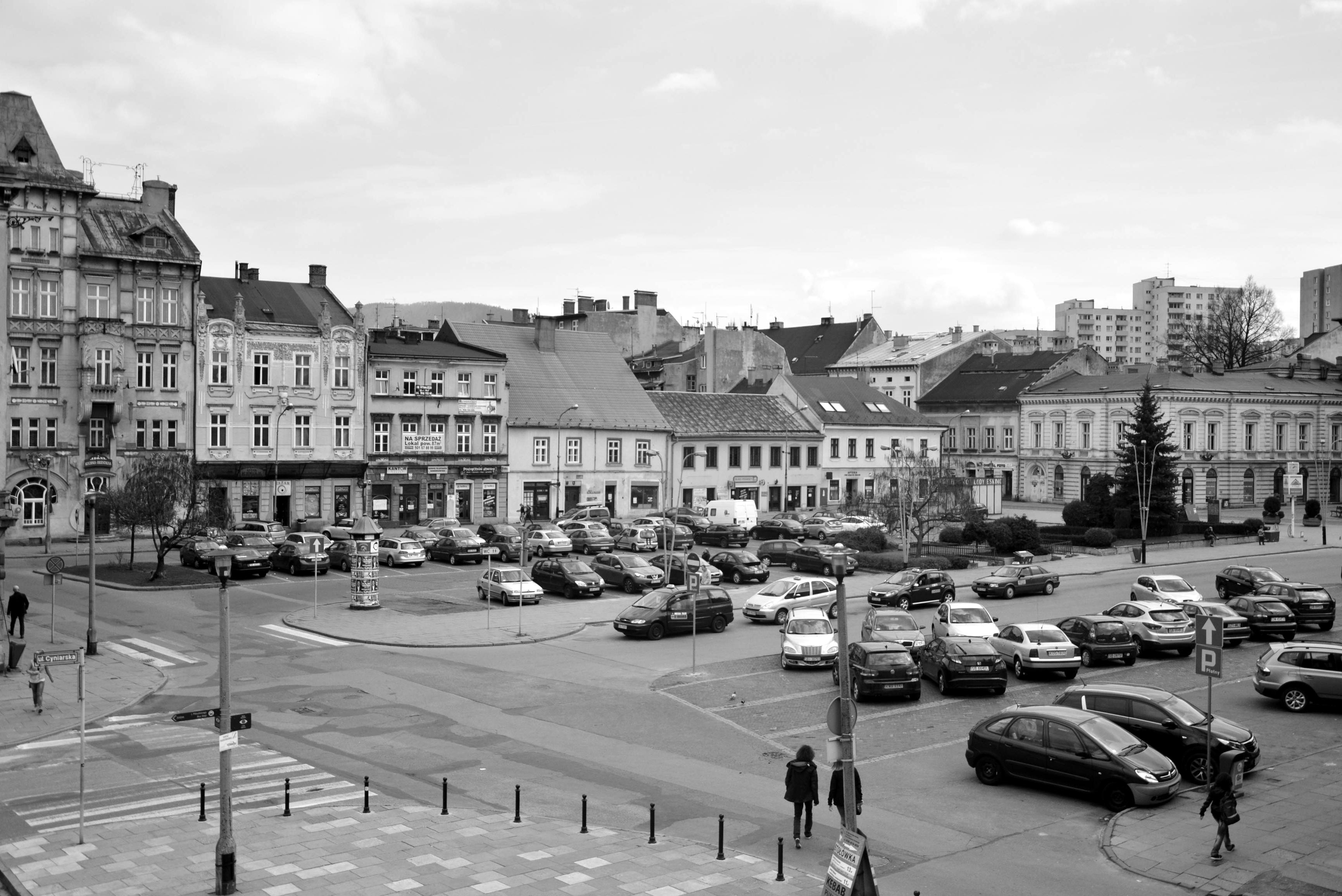
Plac jako parking (2015)

Na początku XXI wieku podjęto decyzję o przebudowie placu – wyeliminowaniu samochodów poprzez budowę parkingu podziemnego i zagospodarowaniu płyty jako strefy pieszej oraz zabudowie północno-zachodniej pierzei. Rozpisany w 2007 konkurs architektoniczny wygrał zespół pod kierownictwem Stanisława Nestrypke. Projekt, zakładający „wyeksponowanie pustki”, wywołał wiele kontrowersji wśród mieszkańców miasta ze względu na brak zieleni ani żadnych innych elementów takich jak oświetlenie czy ławki (poza wymaganą zrekonstruowaną pompą wodną), a także zabudowę północno-zachodniej pierzei nowoczesną architekturą, według krytyków nie pasującą do placu nie mniej, niż SDH „Klimczok” (który nowe budynki miały zasłonić). Doszło nawet do napisania przez bielskiego historyka sztuki, Krzysztofa Czyża, listu protestacyjnego, pod którym podpisało się kilkadziesiąt osób. Władze miejskie podjęły decyzję o odłożeniu przebudowy do zakończenia dwóch innych inwestycji – przebudowy ulicy Wyzwolenia i budowy hali wielofunkcyjnej w Kamienicy oraz rozpisaniu konkursu na nowe budynki po zakończeniu przebudowy samego placu.
W latach 2007–2010 na placu znajdowała się główna estrada Święta Ulicy 11 Listopada. W sierpniu 2009 zainstalowano tu jeden z pierwszych miejskich punktów darmowego dostępu do internetu (hotspotów). 3 grudnia 2020 przed dawnym ratuszem u wlotu ulicy Ratuszowej odsłonięto pomnik Smoka Wawelskiego i Bartoliniego Bartłomieja herbu Zielona Pietruszka – postaci z serialu animowanego Porwanie Baltazara Gąbki. We wrześniu 2021 dołączył do nich szpieg Don Pedro z mypingiem. Brązowe rzeźby należą do tworzonego szlaku pomników postaci z kreskówek wyprodukowanych przez bielskie Studio Filmów Rysunkowych.

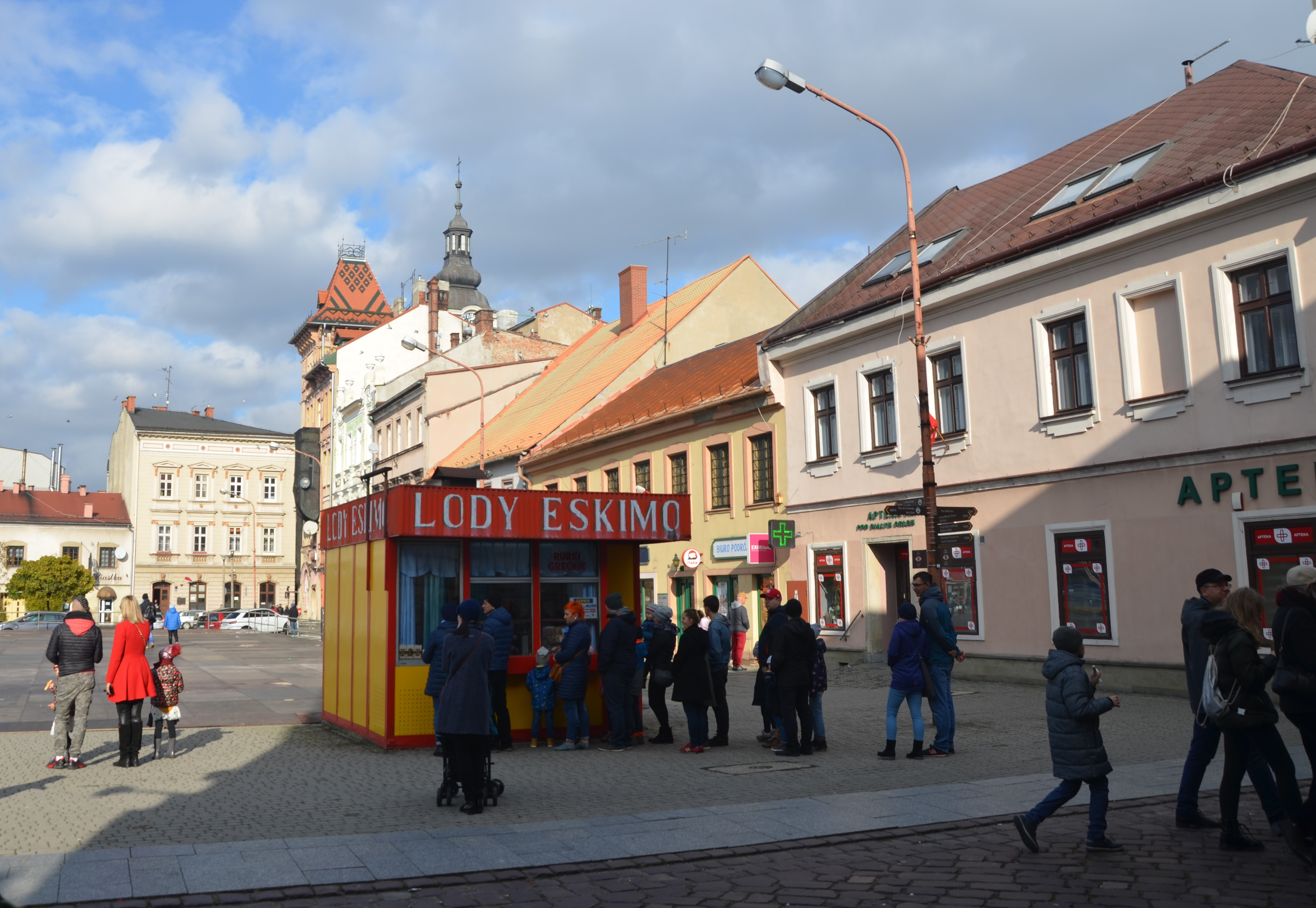
Budka z lodami Eskimo (2019)

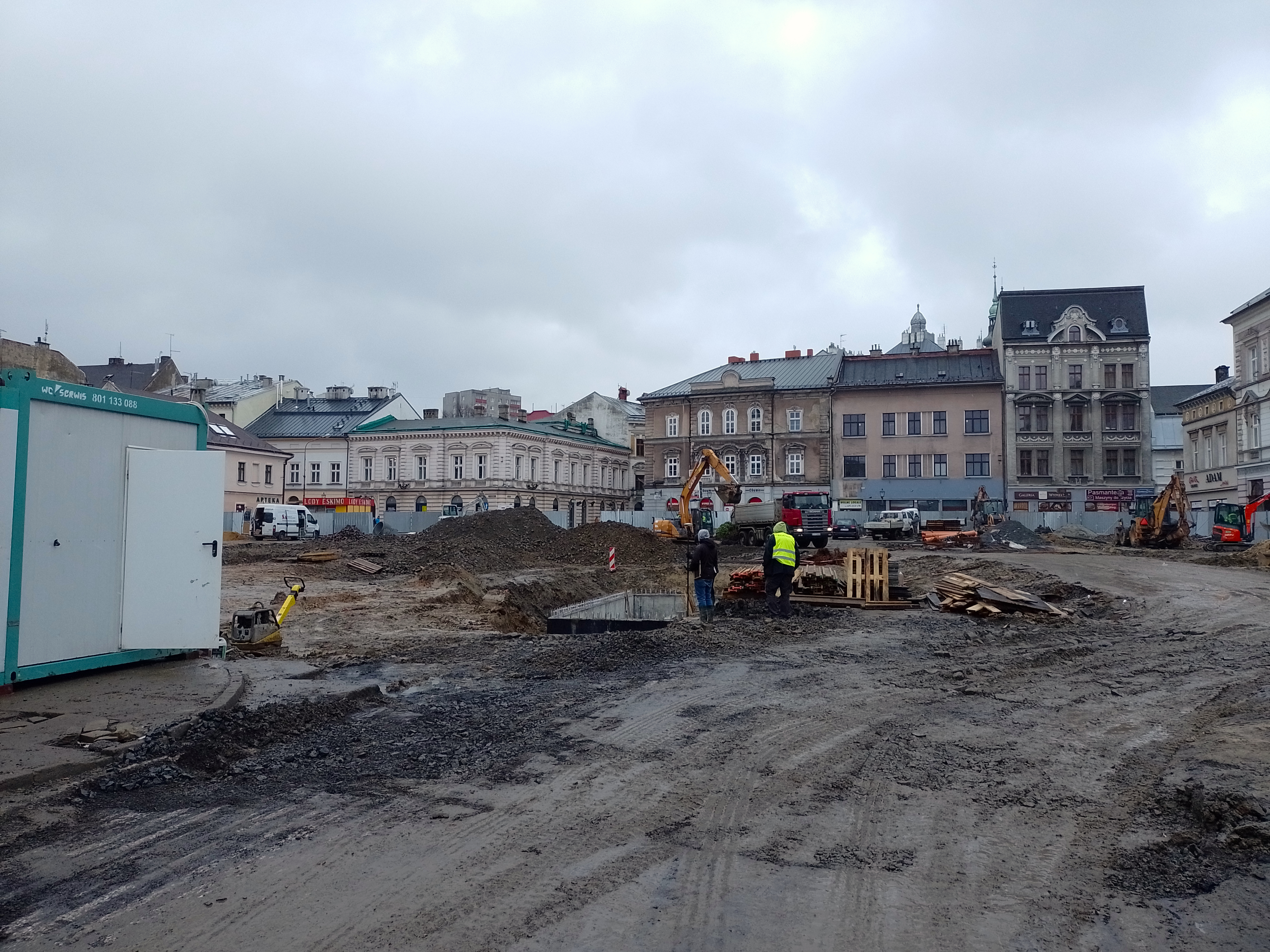
Przebudowa placu – luty 2022

Temat rewitalizacji i zmiany charakteru dawnego rynku bielskiego powracał następnie w lokalnej debacie publicznej przez kilkanaście lat. Do spornych zagadnień należały m.in. kwestia ewentualnej budowy parkingu podziemnego, plan usunięcia „kultowej” budki z lodami Eskimo jako „nieprzystającej do nowej koncepcji placu” oraz ilość zieleni przewidzianej w poszczególnych projektach. Ostatecznie przebudowa rozpoczęła się w październiku 2021. Nie przewidziano w jej ramach ani budowy parkingu podziemnego ani ponownej zabudowy północno-zachodniego narożnika placu. Plac został w całości przekształcony w strefę pieszą. Dokonano nasadzeń drzew, a w części południowej zbudowano fontannę z figurami żab nawiązującymi do wystroju kamienicy Pod Żabami. W sprawie punktu sprzedaży lodów osiągnięto kompromis, przenosząc lokal do kamienicy nr 4 z zachowaniem asortymentu i wystroju nawiązującego do dawnej budki. Uroczyste otwarcie placu po przebudowie nastąpiło 29 sierpnia 2023, wpisując się w szerszy program obchodów 300-lecia nadania praw miejskich Białej.

## Zabudowa
Pierzeja południowa:

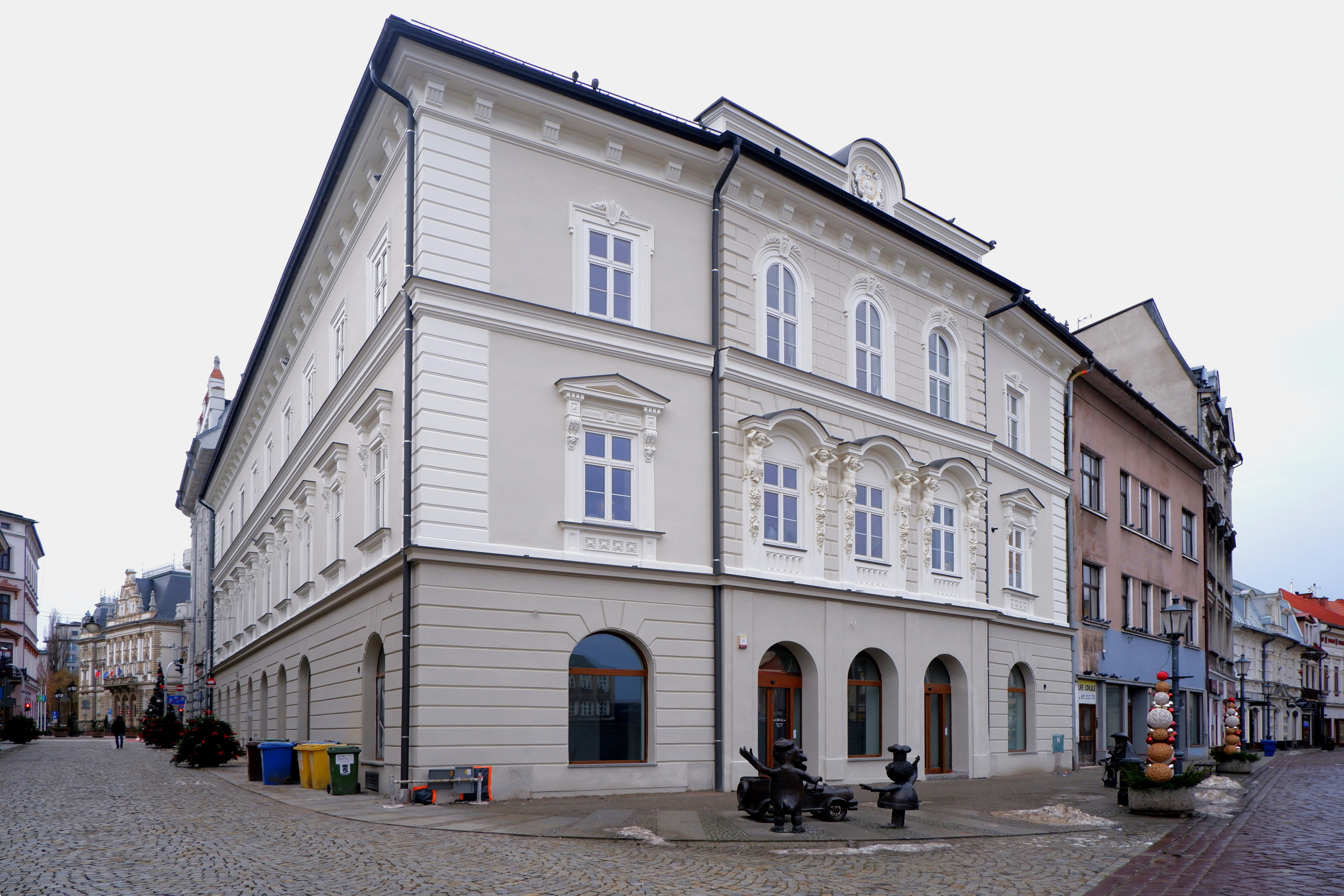
Dawny ratusz w pierzei południowej

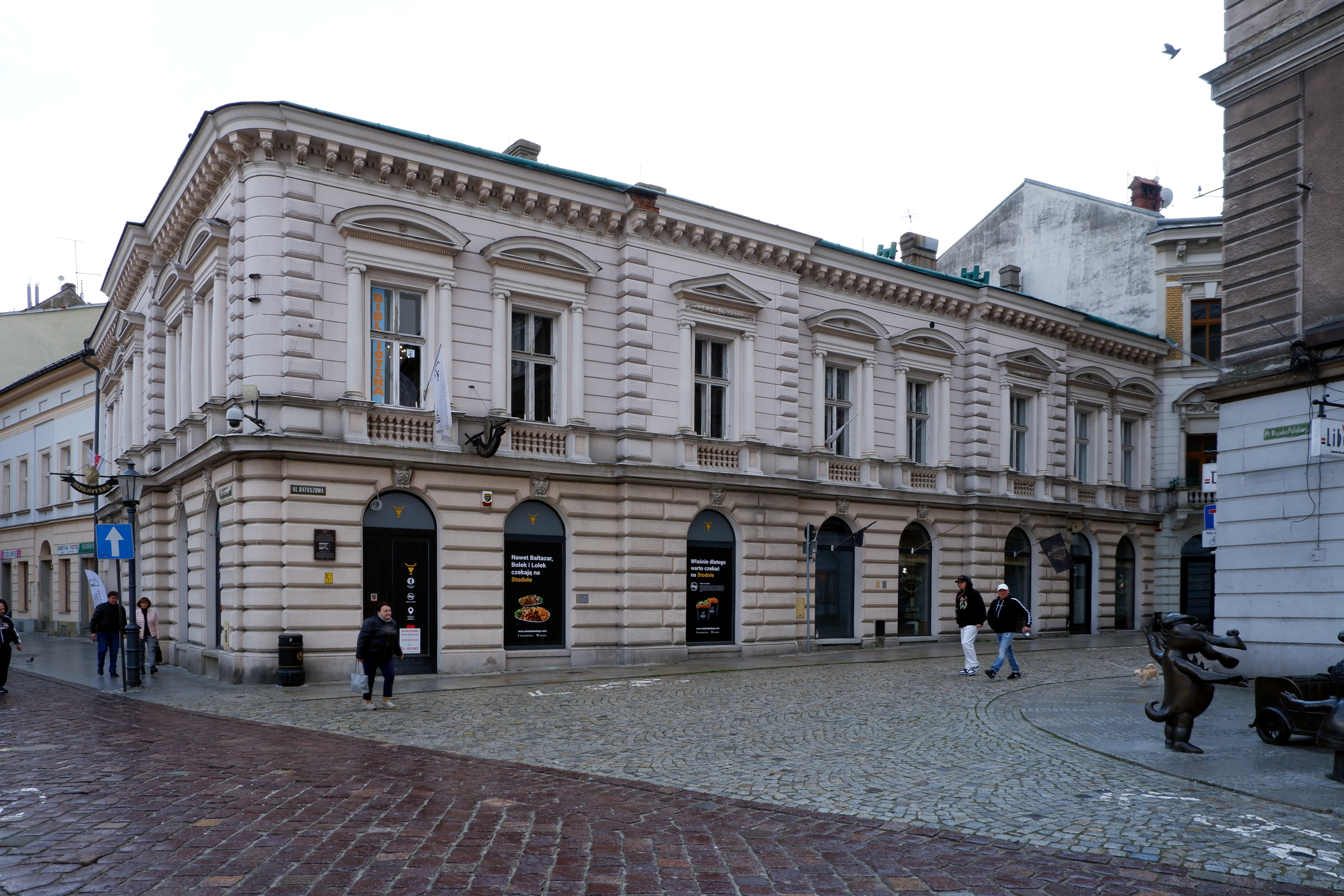
Pałacyk Strzygowskiego

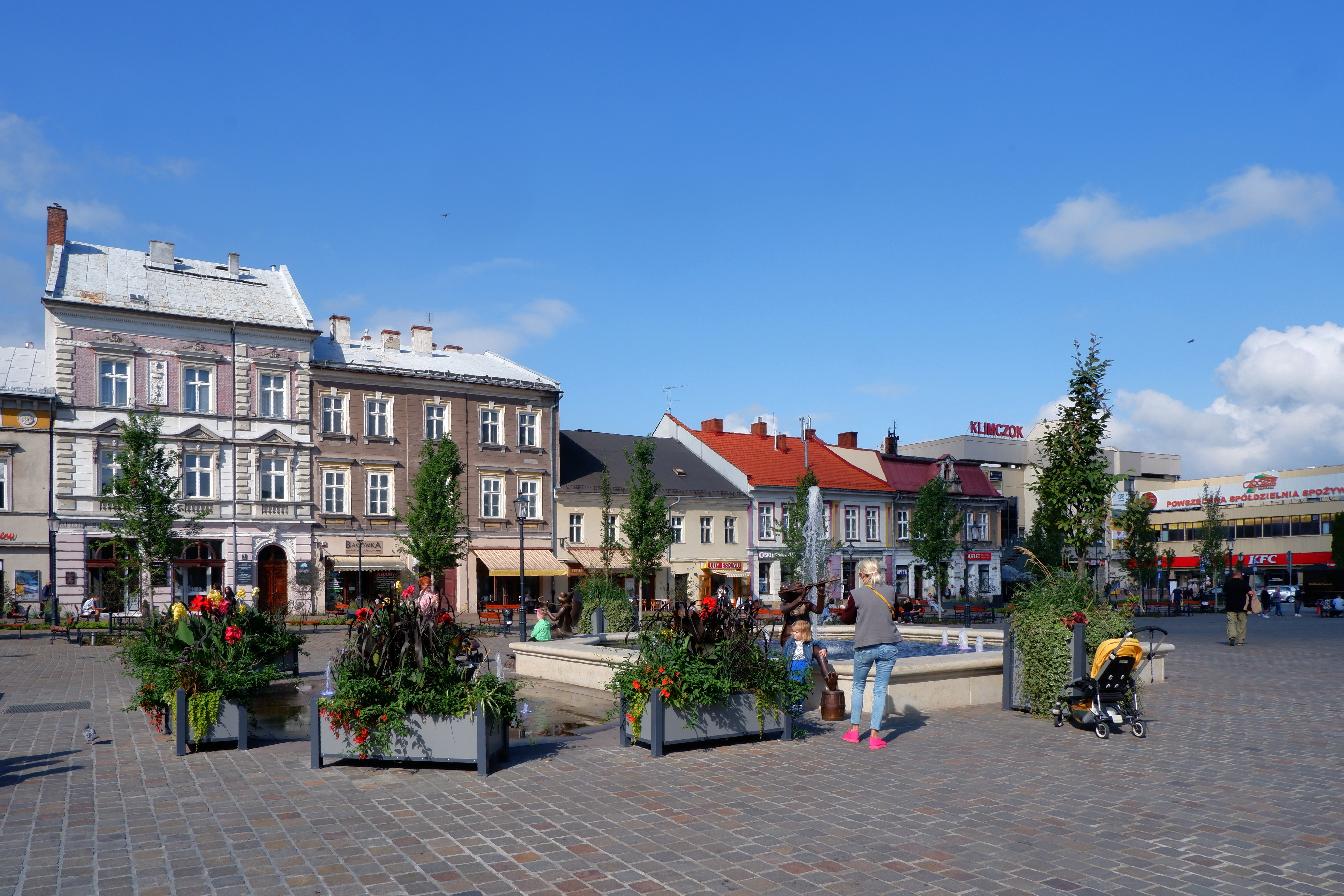
Pierzeja zachodnia

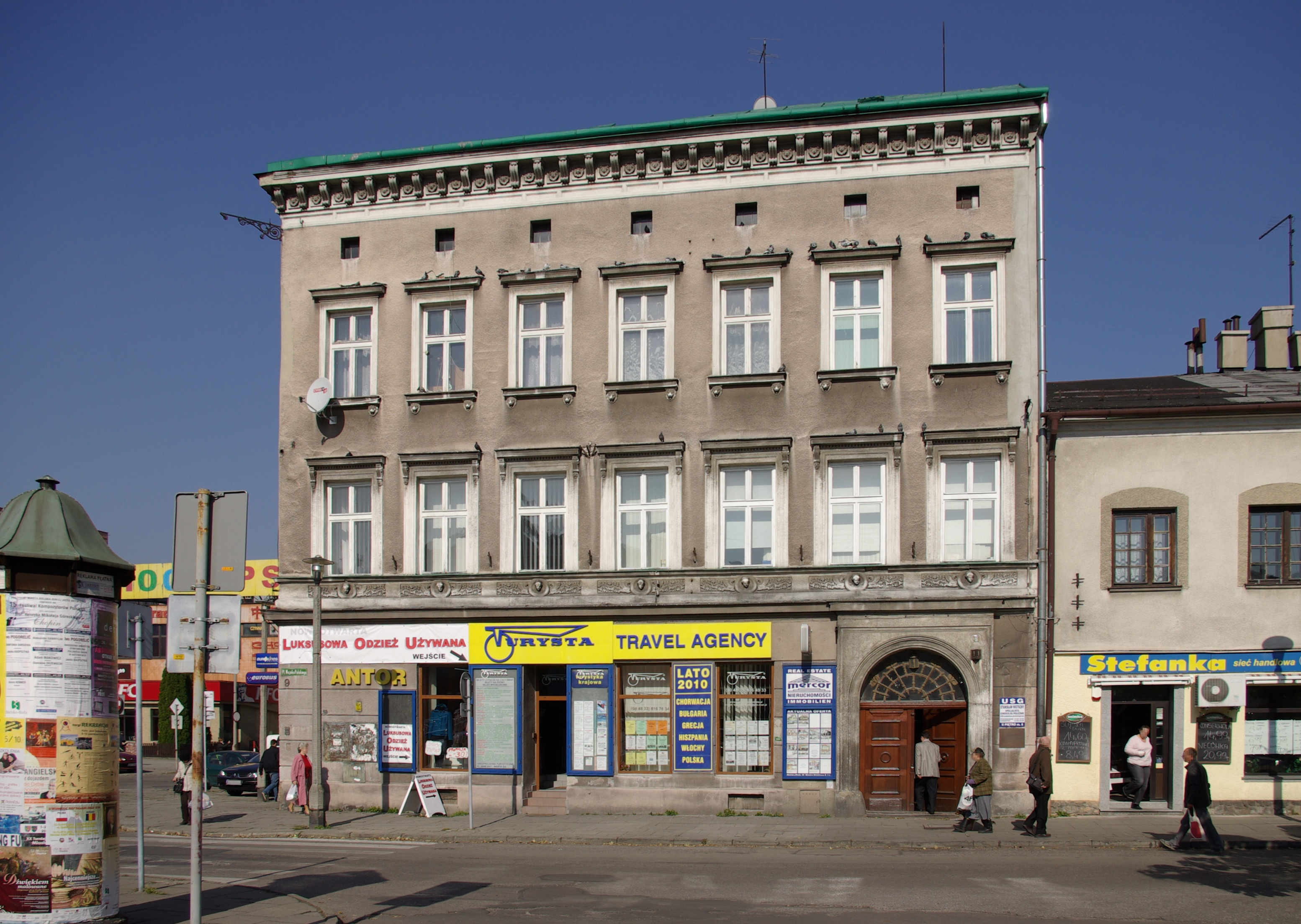
Kamienica nr 9

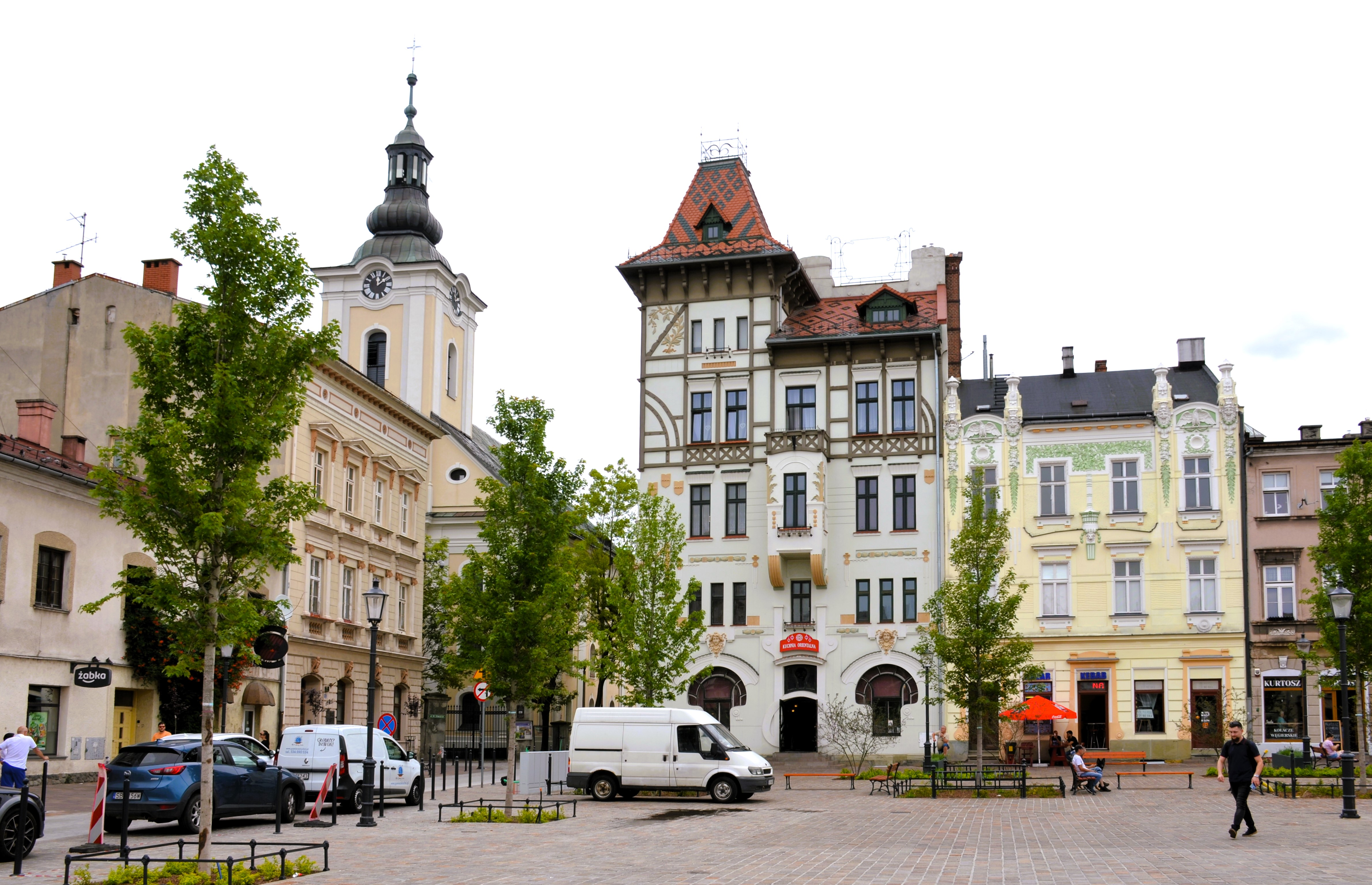
Narożnik północno-wschodni z kamienicą nr 11, kościołem Marcina Lutra, kamienicą Pod Żabami i kamienicą nr 13

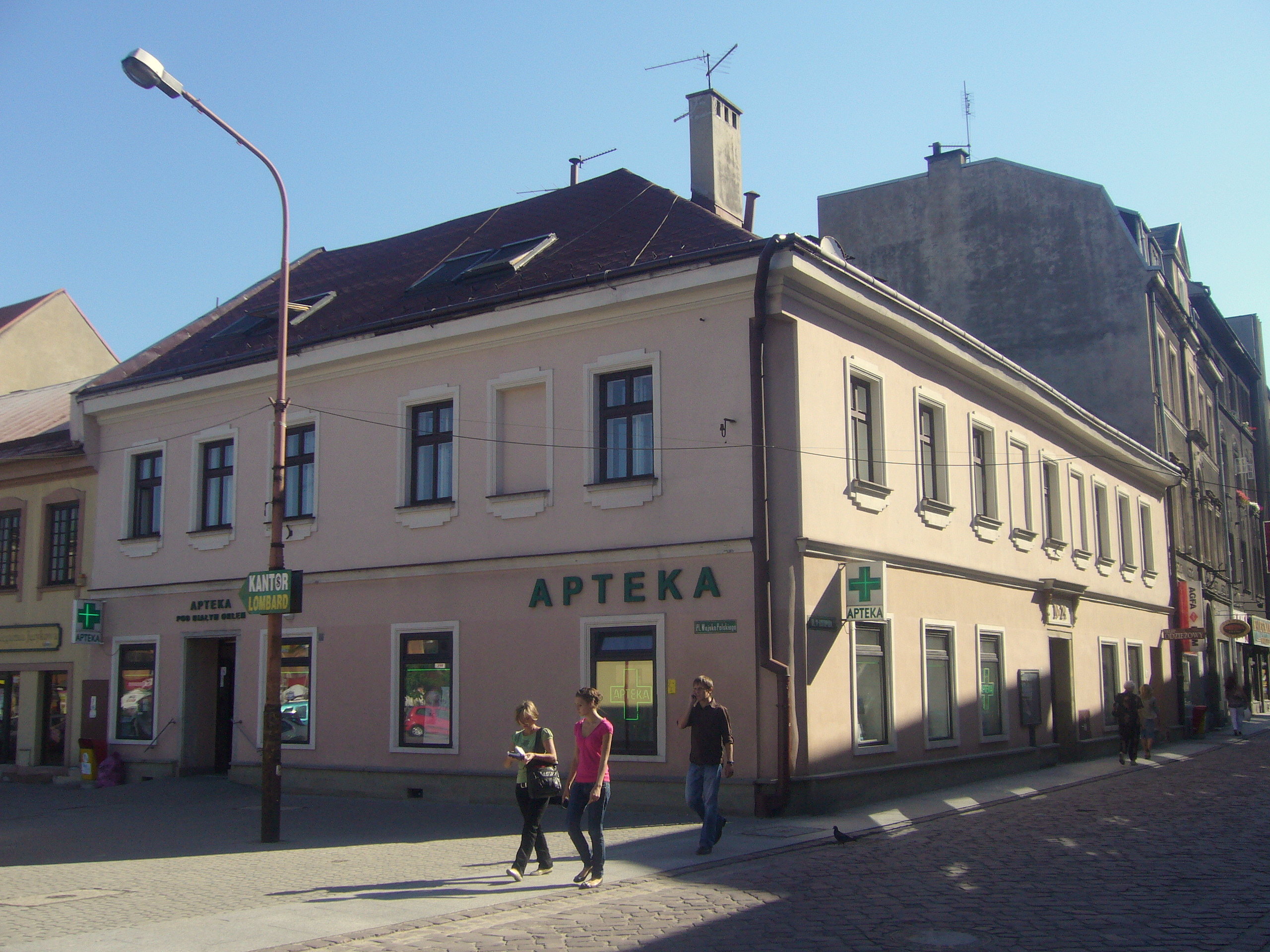
Kamienica nr 17 – apteka „Pod Białym Orłem”

- 11 Listopada 34 – neorenesansowa kamienica Racheli Mehl z 1903[13]
- 11 Listopada 36 – kamienica Juliusa Korna (brata Carla Korna) z 1902[13]; pierwotnie neorenesansowa, podpalona w 1945 i odbudowana w uproszczonej formie bez detalu architektonicznego, artykulacji ścian, wieżyczki i wykusza[22]
- 11 Listopada 38, róg Ratuszowej – dawny ratusz bialski zbudowany w latach 1825–1827 w miejscu starszego drewnianego i rozbudowany w latach 1868–1871; pełnił swoją funkcję do 1897, obecnie w całości zaadaptowany na cele handlowo-usługowe i mieszkalne[9]
- 11 Listopada 40, róg Ratuszowej – pałacyk miejski Franciszka Strzygowskiego, przebudowany do formy neobarokowej około 1880; od 1950 siedziba biblioteki miejskiej, obecnie jako filia Książnicy Beskidzkiej (Dzielnicowa Biblioteka Publiczna)

Pierzeja zachodnia:
- nr 1 – kamienica rodziny Königów[40], o cechach neorenesansowych
- nr 2 – kamienica Rudolfa Michalczyka, neorenesansowa, wzniesiona około 1895 w miejscu ostatniego drewnianego domu przy placu; od 1909 własność Arona Silberberga – podczas remontu w 2016 odsłonięto i zakonserwowano szyld prowadzonego przez niego sklepu papierniczego[41][42]

- nr 3 – kamienica Jana Czecha, później Meilecha Grossa[43], o cechach neorenesansowych
- nr 4 – kamienica rodziny Antonich[44], praktycznie pozbawiona detalu, działa tu cukiernia „Beza”
- nr 5 – kamienica rodziny Schwanzerów[44], o cechach klasycystycznych
- nr 6 – kamienica Samuela Feuereisena[44], o cechach neobarokowych

Pierzeja północna:
- nr 9 – kamienica Józefa Czyczyńskiego, później rodziny Geyerów, o cechach neorenesansowych, wybudowana około 1880[45]
- nr 10 – kamienica Davida Steuera[44], podpalona w 1945 i odbudowana w uproszczonej formie bez detalu architektonicznego[22], działa tu piekarnia „Stefanka”
- nr 11 – kamienica rodziny von Pongratz wybudowana około 1865, od lat 70. XIX wieku wynajmowana na potrzeby bialskiego starostwa powiatowego[45]; od listopada 1939 komenda Kriminalpolizei i Schutzpolizei[46], po wojnie siedziba milicji[47]; od 1957 izba wytrzeźwień[19], obecnie zaadaptowana na przychodnię zdrowia (NZOZ Przychodnia „Trójka”); na fasadzie znajduje się od 2009 tablica upamiętniająca fakt, że w latach 1930–1939 mieszkał w tym budynku Stanisław Alberti (pełniący wówczas funkcję starosty powiatowego w Białej) wraz z żoną Kazimierą[33]

W narożniku północno-wschodnim wznosi się kościół Marcina Lutra – główna świątynia ewangelicka Białej wzniesiona stylu klasycystycznym w latach 1792–1798.
Pierzeja wschodnia:
- nr 12 – kamienica Pod Żabami: secesyjna, o nieregularnej bryle z narożną wieżą, pokryta fantazyjną dekoracją sztukatorską z imitacją muru pruskiego, płaskorzeźbami owadów i portalem zwieńczonym figurami dwóch żab we frakach opartych o beczkę wina; wybudowana w 1903 dla Rudolfa Nahowskiego, który prowadził tu swoją winiarnię; parter nieprzerwanie pełni funkcję gastronomiczną, obecnie jak restauracja orientalna „Adona”[13][49]
- nr 13 – kamienica Zygmunta Nahowskiego, secesyjna, wybudowana w 1903[50]
- nr 14 – kamienica Jana Nahowskiego[50], o cechach neorenesansowych
- nr 15 – kamienica Franciszka Galla[50], o cechach klasycystycznych
- nr 16 – kamienica rodziny Geyer[50], fasada przebudowana w latach 90. XX wieku
- nr 17 – kamienica rodziny Geyer[50], o cechach klasycystycznych; siedziba apteki „Pod Białym Orłem”, która odwołuje się do tradycji sięgających początków XVIII wieku i jest określana jako najstarsza w mieście; od 1991 ponownie należy do rodziny Ganszerów, spadkobierców Mieczysława Ganszera, który nabył ją w 1910 (wówczas w lokalizacji na placu Wolności)[51]